# HMS Sirius (82)
L'HMS Sirius (Pennant number 82), sesta nave da guerra britannica a portare questo nome, è stato un incrociatore leggero classe Dido della Royal Navy. Fu impostato il 6 aprile 1938, varato il 18 settembre 1940 ed entrò in servizio il 6 maggio 1942 dopo essere stato colpito da una bomba mentre si trovava ancora in cantiere a Portsmouth.

## Servizio
All'ingresso in servizio, in piena seconda guerra mondiale, fu assegnato alla Home Fleet, venendo poi trasferito nel Mediterraneo in agosto per partecipare all'Operazione Pedestal, sfociata nella battaglia di mezzo agosto. Dal mese di settembre operò nell'Atlantico meridionale e nell'Oceano Indiano con compiti di scorta a convogli e caccia alle corsare tedesche. Tornò a Gibilterra nel mese di novembre 1942 per partecipare all'Operazione Torch, che prevedeva lo sbarco di truppe alleate in nordafrica. Come parte della Forza Q con base ad Annaba, durante il mese di dicembre attaccò i convogli italiani e tedeschi diretti in Tunisia fino alla resa. Venne quindi assegnato al 12 Squadrone Incrociatori e partecipò nel mese di luglio 1943 all'invasione della Sicilia denominata Sbarco in Sicilia. Nei mesi seguenti appoggiò l'avanzata delle truppe di terra e in settembre partecipò all'occupazione di Taranto prima di essere trasferita nell'Adriatico, dove il 7 ottobre 1943, insieme alla Penelope e ai cacciatorpediniere Faulknor e Fury, attaccò un convoglio tedesco nel Dodecaneso consistente nella nave da carico Olympus, una nave ausiliare antisommergibile denominata Uj 2111 (precedentemente nella Regia Marina con il nome di Tramaglio) e sette MFP. Tutte le navi componenti il convoglio furono affondate tranne una MFP.

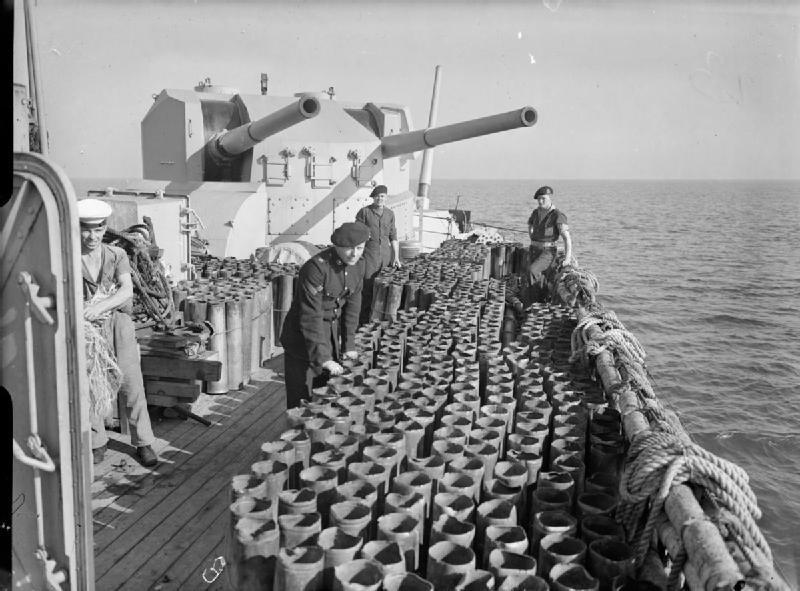
I colpi sparati in appoggio alle operazioni di sbarco in Normandia occupano buona parte del ponte della Sirius

Il 17 ottobre venne gravemente danneggiato da una bomba al largo di Scarpanto e costretto a dirigersi a Massaua per riparazioni che durarono fino al febbraio 1944. Tornato in servizio, partecipò alle operazioni di supporto allo sbarco in Normandia, durante le quali fece parte della riserva della Task Force Orientale. Nel mese di agosto tornò nel Mediterraneo per appoggiare gli sbarchi nel sud della Francia denominati Operazione Dragoon. In seguito venne trasferita nel Mar Egeo, dove rimase fino all'ottobre seguente, quando partecipò alla liberazione di Atene. La Sirius rimase presso la Mediterranean Fleet, 15º Squadrone Incrociatori, anche dopo la fine della guerra e fino al 1946. Dopo un raddobbo a Portsmouth, nel 1946, fu assegnato al Secondo Squadrone Incrociatori della Home Fleet nel marzo 1947. Fu ritirato dal servizio attivo nel 1949 e venduto per essere demolito nel 1956. Il 15 ottobre giunse nei cantieri della Hughes Bolkow di Blyth per essere demolito.